# 常显玉
常显玉（1951年11月—），男，汉族，吉林东丰人，中华人民共和国政治人物，曾任中共吉林省委组织部常务副部长，吉林省政协副主席。